# بلايند جو هيل
بلايند جو هيل (بالإنجليزية: Blind Joe Hill) هو كاتب أغاني ومغني وعازف قيثارة وموسيقي أمريكي، ولد في 7 يناير 1931 في بنسيلفانيا في الولايات المتحدة، وتوفي في 17 نوفمبر 1999 في لوس أنجلوس في الولايات المتحدة.